# 三元区
三元区是中华人民共和国福建省三明市的市辖区、是福建省閩中重鎮，位於三明市區西南部，西與永安市毗連，南與大田縣交界，面积1154平方公里，區政府駐新市北路836号。

## 地名由来
据载唐代安氏一胎3子，名龙元、虎元、豹元，均英杰有功名，三元區、故而得名。

## 历史沿革
三元地区原属沙县，宋时为三元村，属沙县二十二都，明清置三元里，民国前期设立三元镇，后析沙县部分地区置三元特种区，三元镇改称三民镇，1940年划沙县、明溪、永安县部分地区入三元，始设三元縣。中华人民共和国成立后三民镇属三元县梅列区。1954年三民镇改称城关镇，1956年，三元、明溪两县合并为三明县。1963年明溪县恢复并改称三明县（1964年改回明溪县），原三元县改称三明市，属三明专区，后属三明地区。1983年4月三明地区撤地设市，原县级三明市划分为三明市三元区和梅列区，三元区人民政府驻城关街道。2021年，梅列区和三元区合并为新的三元区，区政府驻地迁至列东街道。

## 行政区划
三元区下辖7个街道办事处、4个镇、1个乡和1个经济技术开发区：
列东街道、列西街道、徐碧街道、城关街道、白沙街道、富兴堡街道、荆西街道、陈大镇、洋溪镇、莘口镇、岩前镇、中村乡和福建三元经济开发区。

## 人口
根据第七次全国人口普查数据，截至2020年11月1日零时，三元区常住人口为187936人。
截至2021年年末，三元區户籍人口29.98萬人，常住人口40.9萬人。

## 语言
主要方言为闽中语三明话，还有客家语、闽南语和畲话使用人群分布。日常交流以汉语普通话为主。

## 教育

### 高等院校
- 公办本科院校：三明学院
- 公办专科院校：三明医学科技职业学院

### 重点中学
- 福建省一级达标高级中学：三明第一中学、三明第二中学、三明第九中学

## 特产
三元草珊瑚：中国地理标志产品。三元区享有全国唯一“中国草珊瑚之乡”之美誉，也是中国野生草珊瑚分布最多的中心产区。

## 交通
南龙铁路：三明站。